# Anomaloglossus murisipanensis
Anomaloglossus murisipanensis (La Marca, 1997) è un anfibio anuro, appartenente alla famiglia degli Aromobatidi.

## Etimologia
L'epiteto specifico è stato dato in riferimento al tepui Murisipán, luogo dove è stato scoperto l'esemplare tipo.

## Distribuzione e habitat
È endemica del tepui Murisipán nello stato di Bolívar, Venezuela. Si trova a 2350 m di altitudine.